# Arquitectura vijayanagara

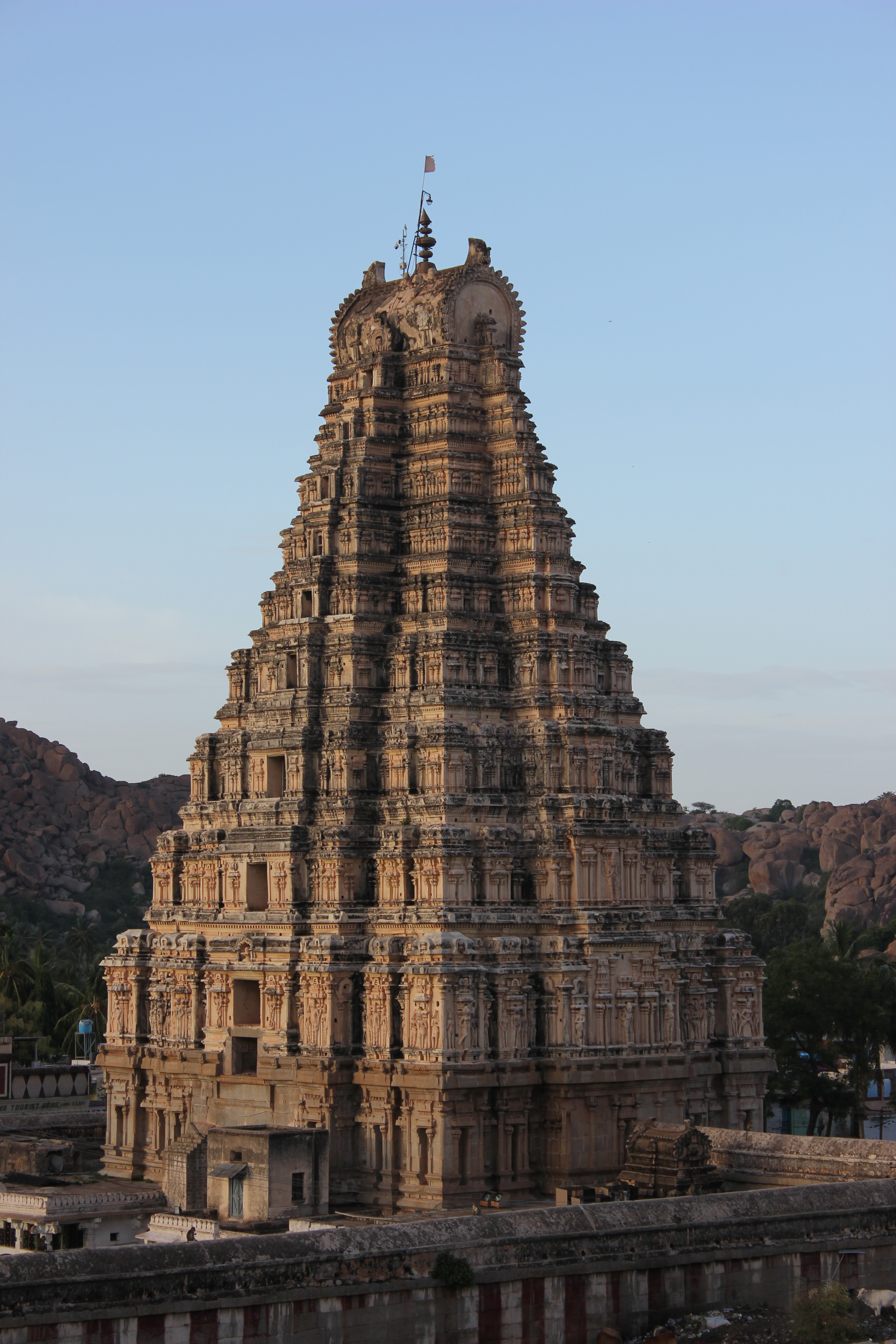
Templo virupaksha, Raya Gopura (torre principal sobre la puerta de entrada) en Hampi, Karnataka

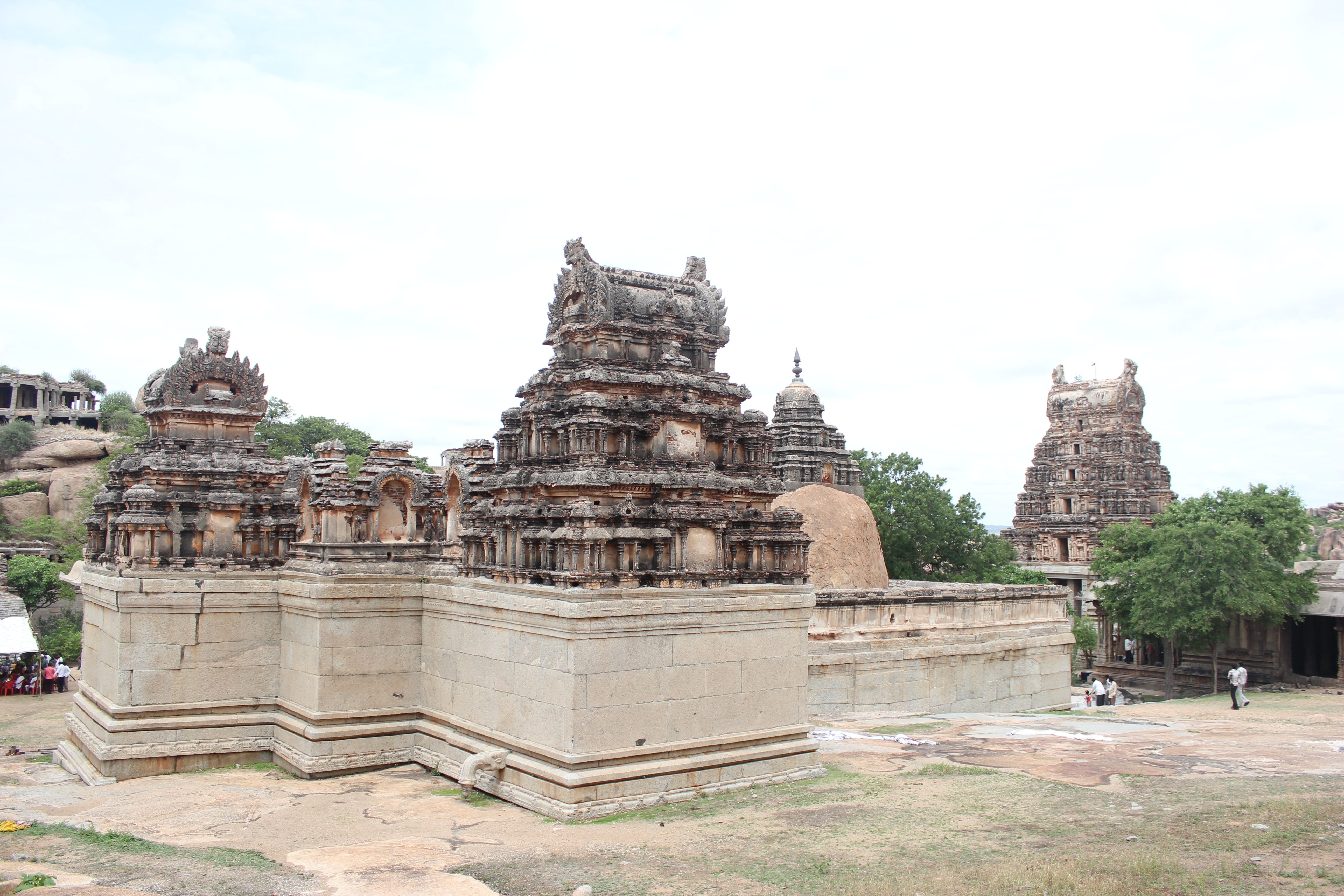
Shikhara (edificación) de estilo típico dravídico sobre santuarios en el templo Raghunatha en Hampi

La arquitectura vijayanagara (en canarés: ವಿಜಯನಗರ ವಾಸ್ತುಶಿಲ್ಪ) es el estilo de las construcciones desarrolladas durante el gobierno hindú del Imperio  vijayanagara  (1336-1565). El imperio gobernó la India del Sur, desde su capital real en Vijayanagara, a orillas del río Tungabhadra en el actual estado de Karnataka. El imperio construyó templos, monumentos, palacios y otras edificaciones en todo el sur de la India, con una mayor concentración en su capital. Los monumentos en, y alrededor de Hampi, en el principado de Vijayanagara, están catalogados como Patrimonio de la Humanidad por la UNESCO.
Además de construir nuevos templos, el imperio añadió nuevos edificios e hizo modificaciones en cientos de templos en todo el sur de la India. Algunas edificaciones en Vijayanagara son del período pre-vijayanagara. Los templos de la colina Mahakuta son de la época del Imperio de los chalukya occidentales. La región alrededor de Hampi había sido un lugar de culto popular durante siglos antes del período Vijayanagara, datando los registros más antiguos de 689, cuando se la conoció como Pampa Tirtha, por Pampa, el dios local del río.
Hay cientos de monumentos en el área central de la ciudad capital. De ellos, 56 están protegidos por la UNESCO, 654 monumentos lo están por el gobierno de Karnataka y otros 300 esperan protección.

## Características destacadas

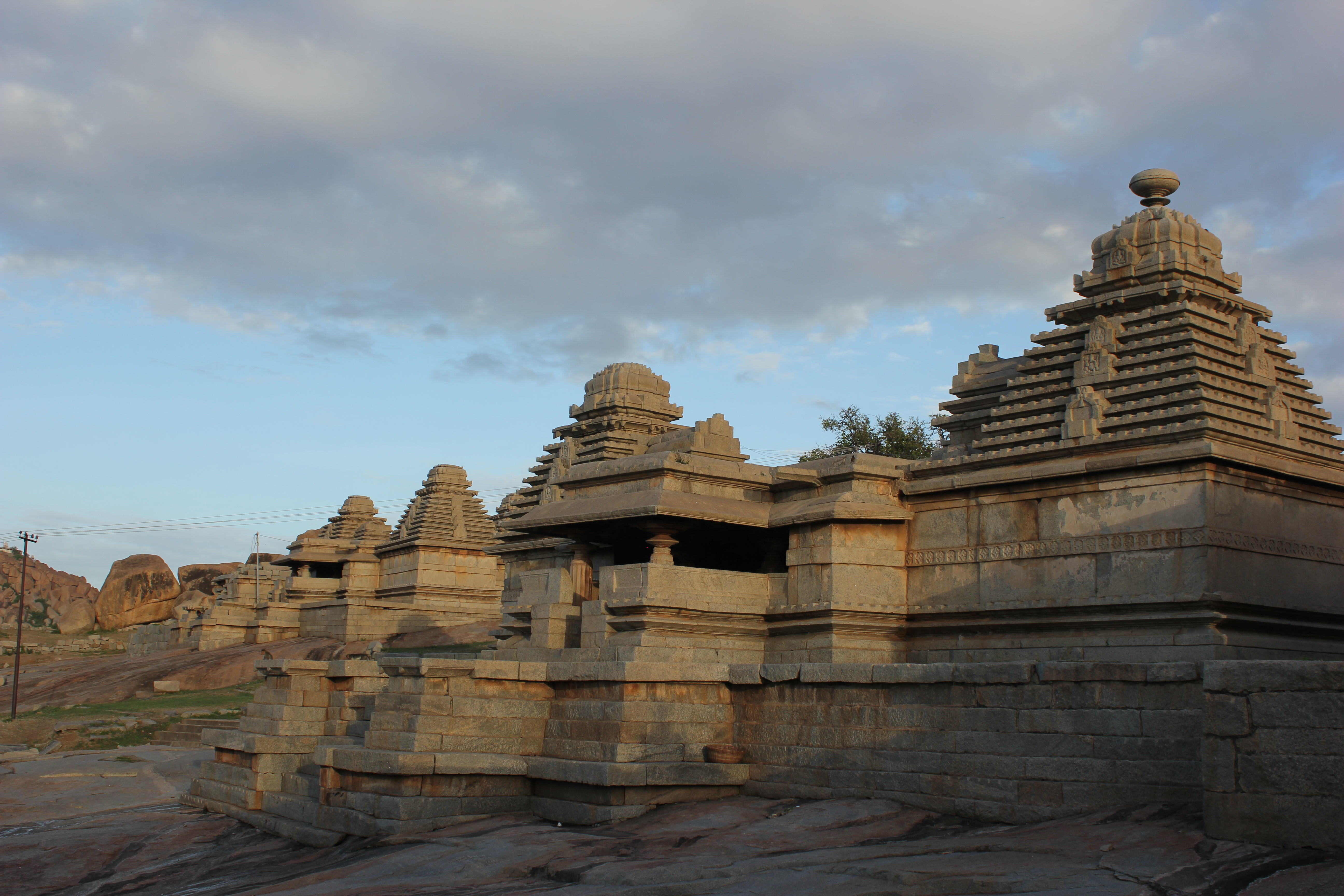
A principios del, los templos de Shiva en la colina Hemakuta, construidos durante el gobierno de Harihara Raya I, incorporaron el estilo escalonado de Kadamba nagara shikhara (edificación)

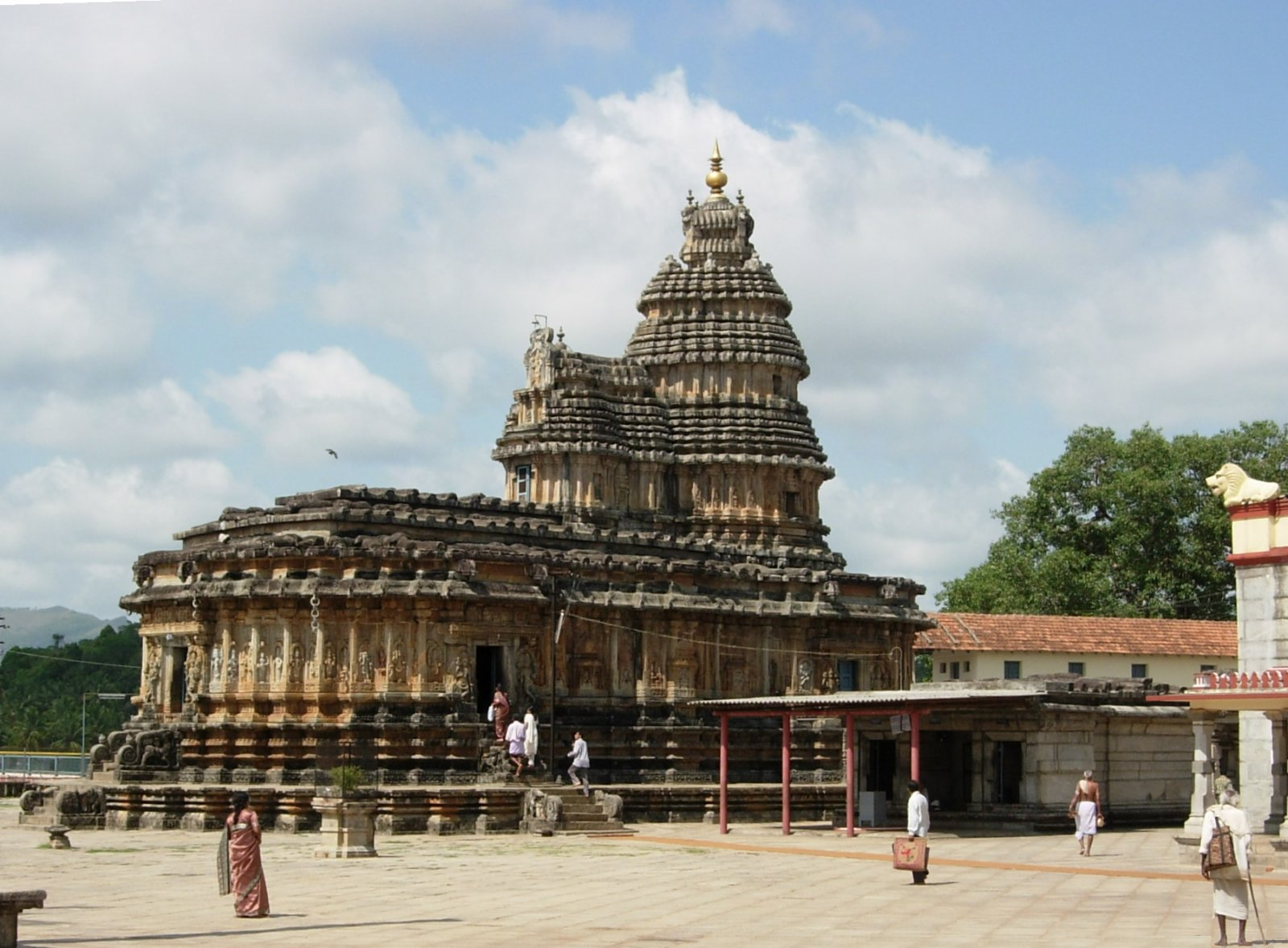
El templo de Vidyashankara de mediados del en Sringeri, uno de los primeros templos construidos por los reyes del imperio

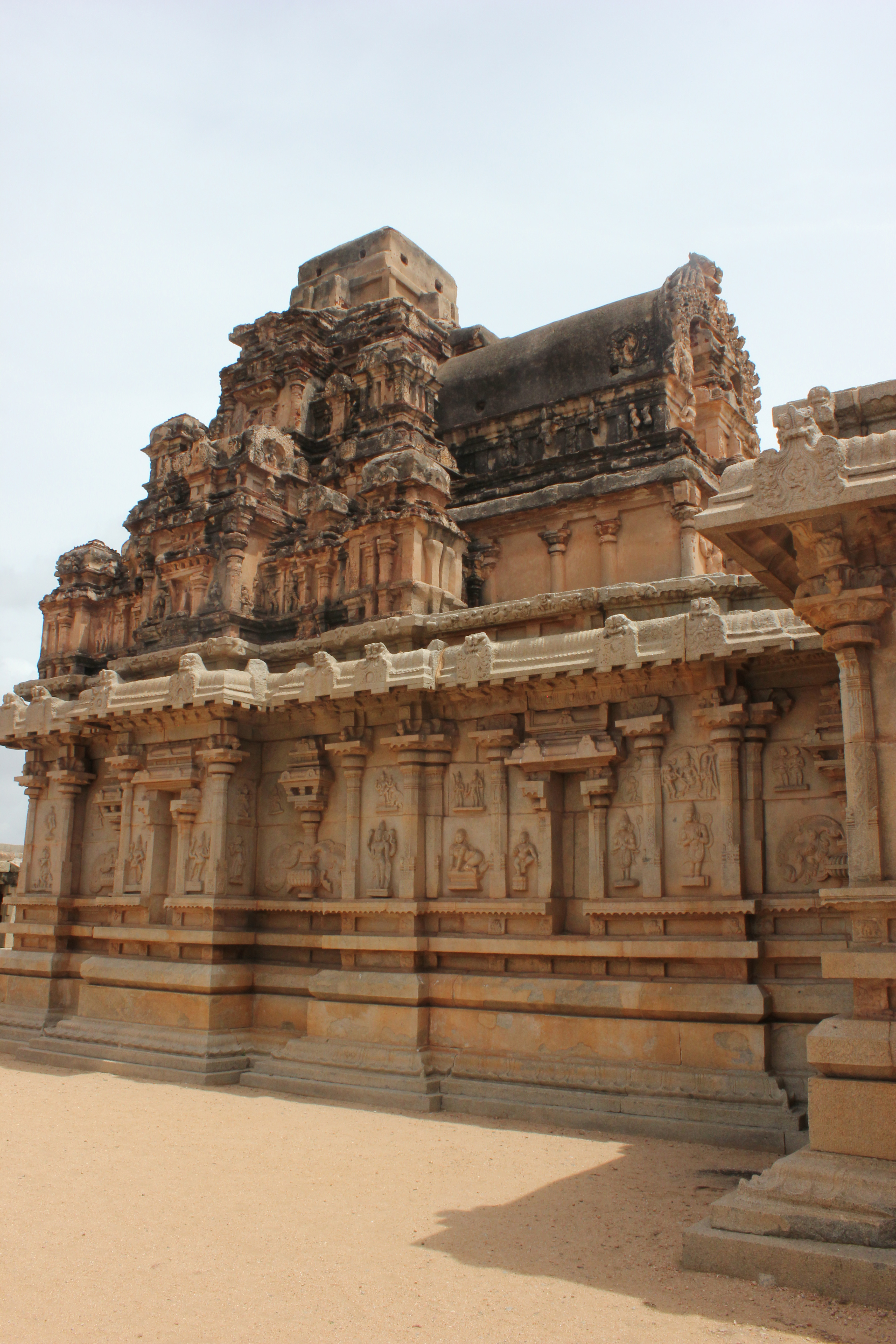
Santuario típico en el templo de Hazare Rama en Hampi

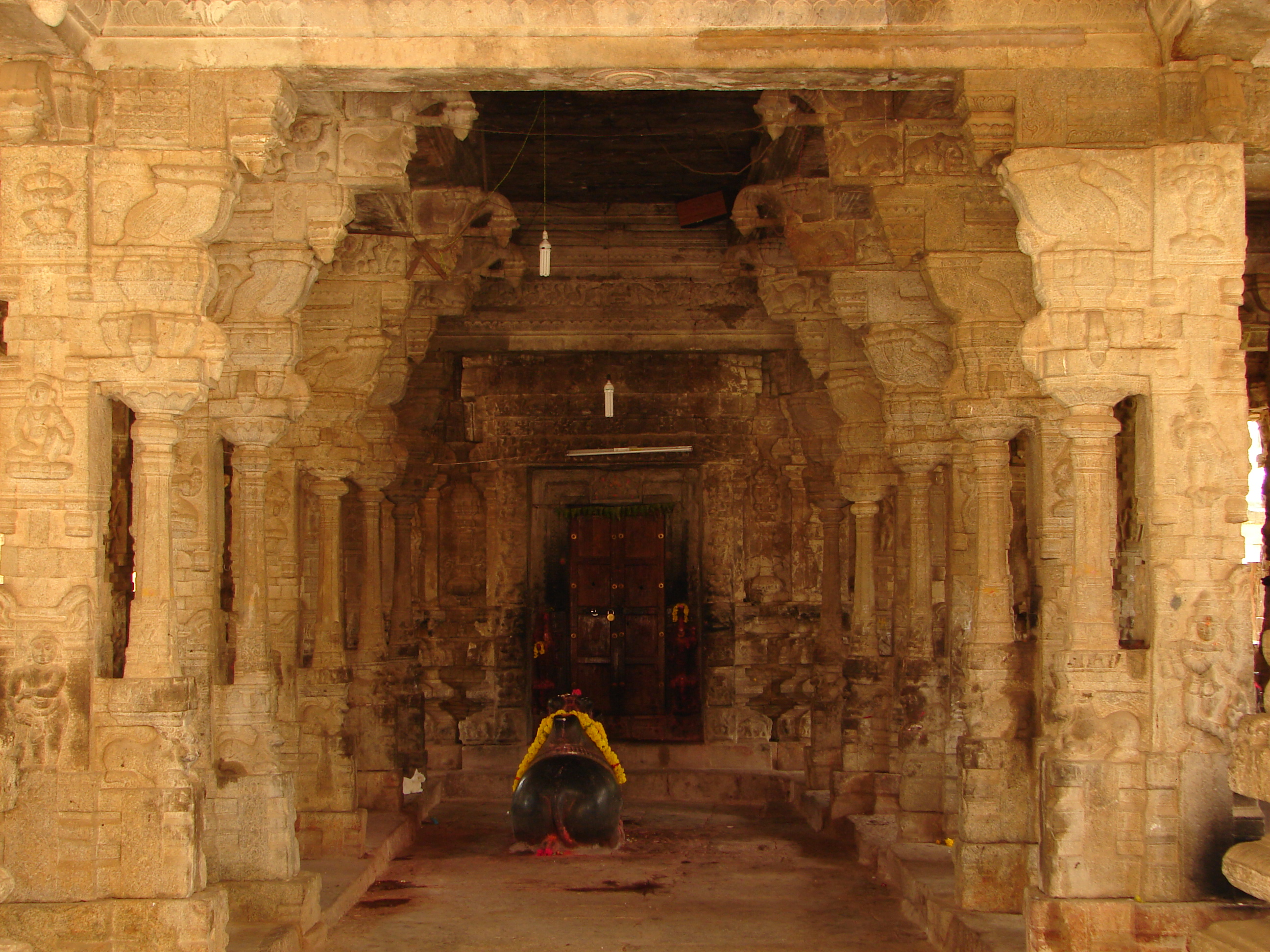
Un estilo típico de Vijayanagara con pilares de maha mantapa (sala principal) en el templo de Someshvara en Kolar

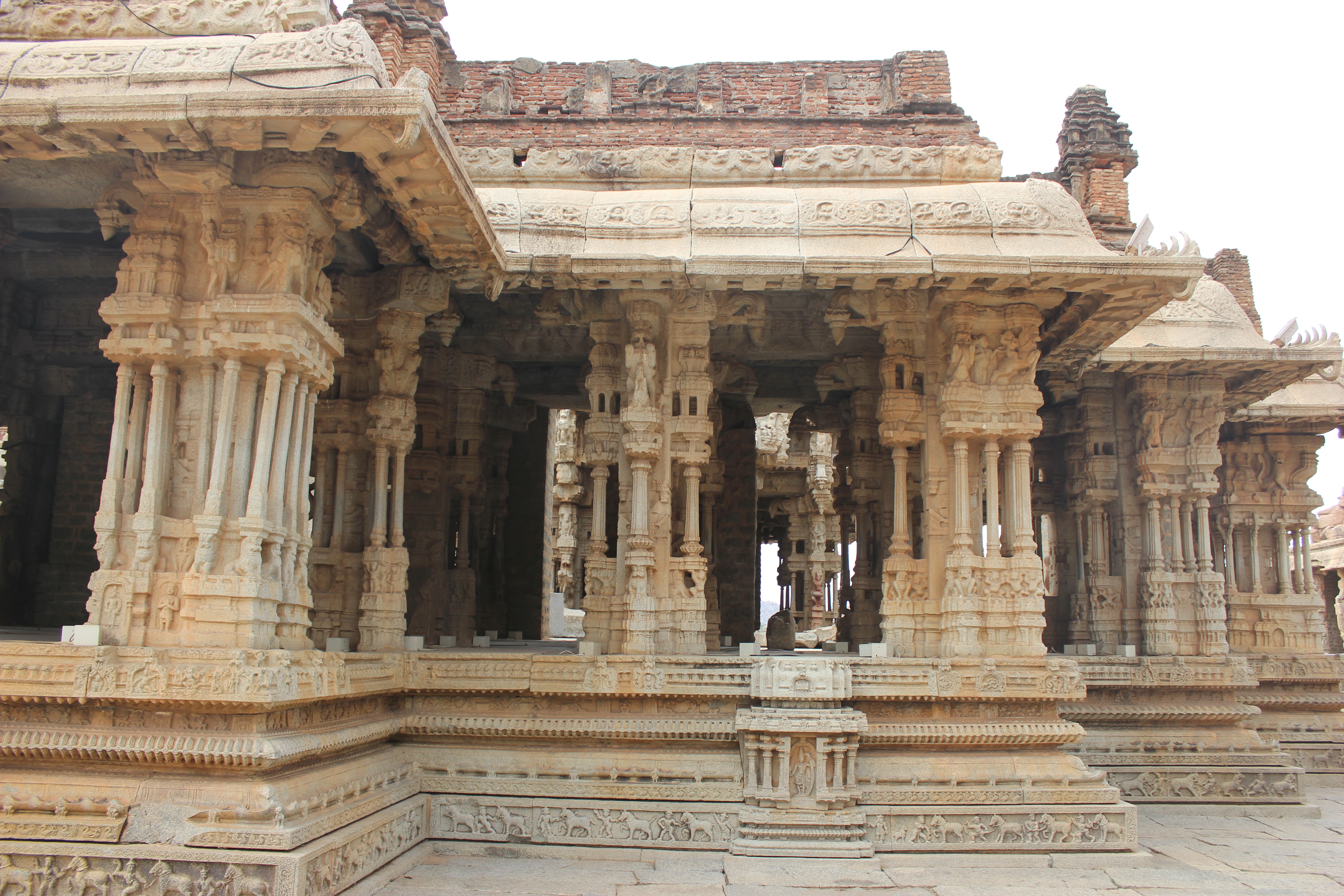
Mantapa abierta con pilares que incorpora el diseño de plaza escalonada de los hoysalas en el templo de Vittala en Hampi

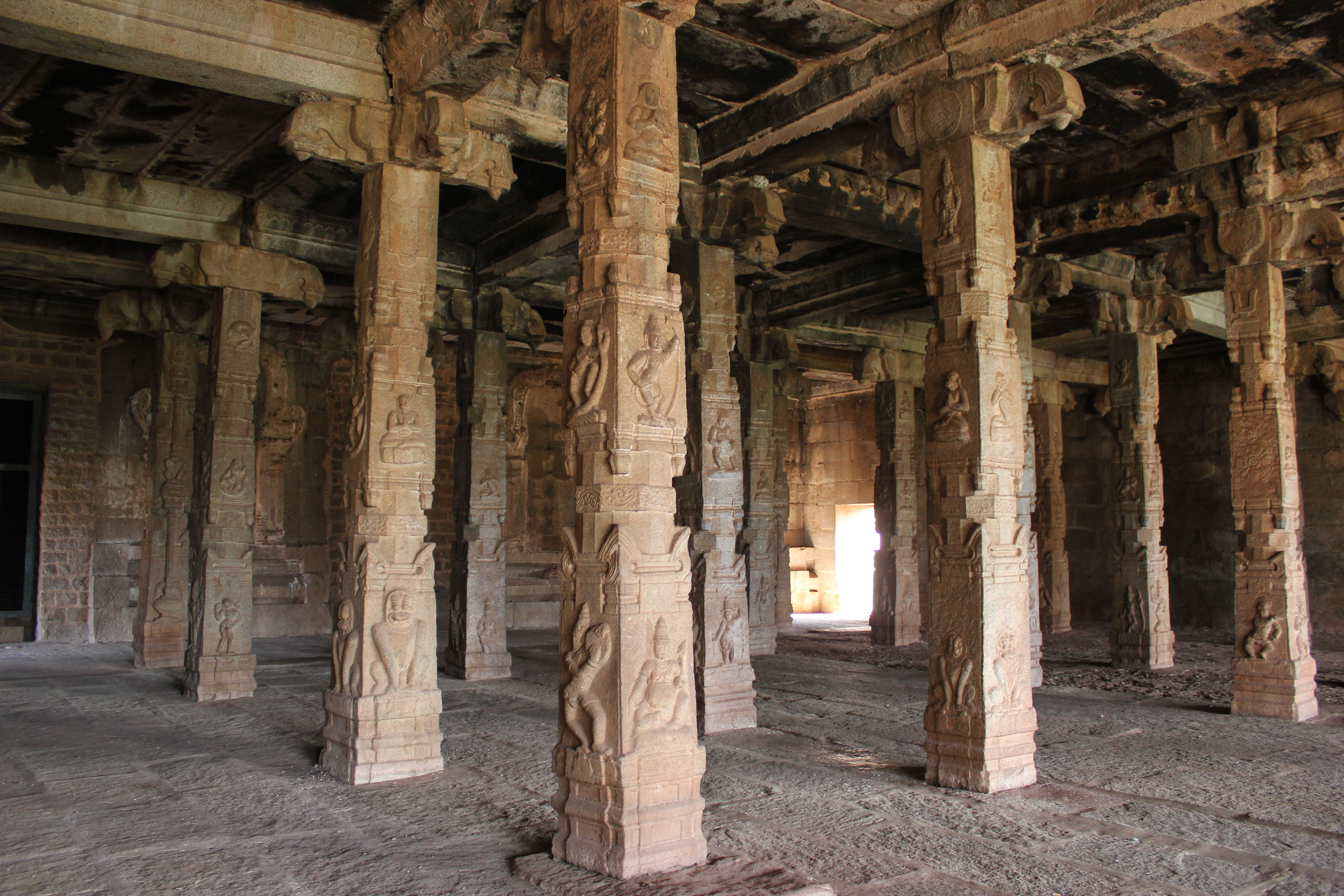
Típica gran sala abierta con pilares en el templo Ananthasayana en Ananthasayanagudi, distrito de Bellary, Karnataka

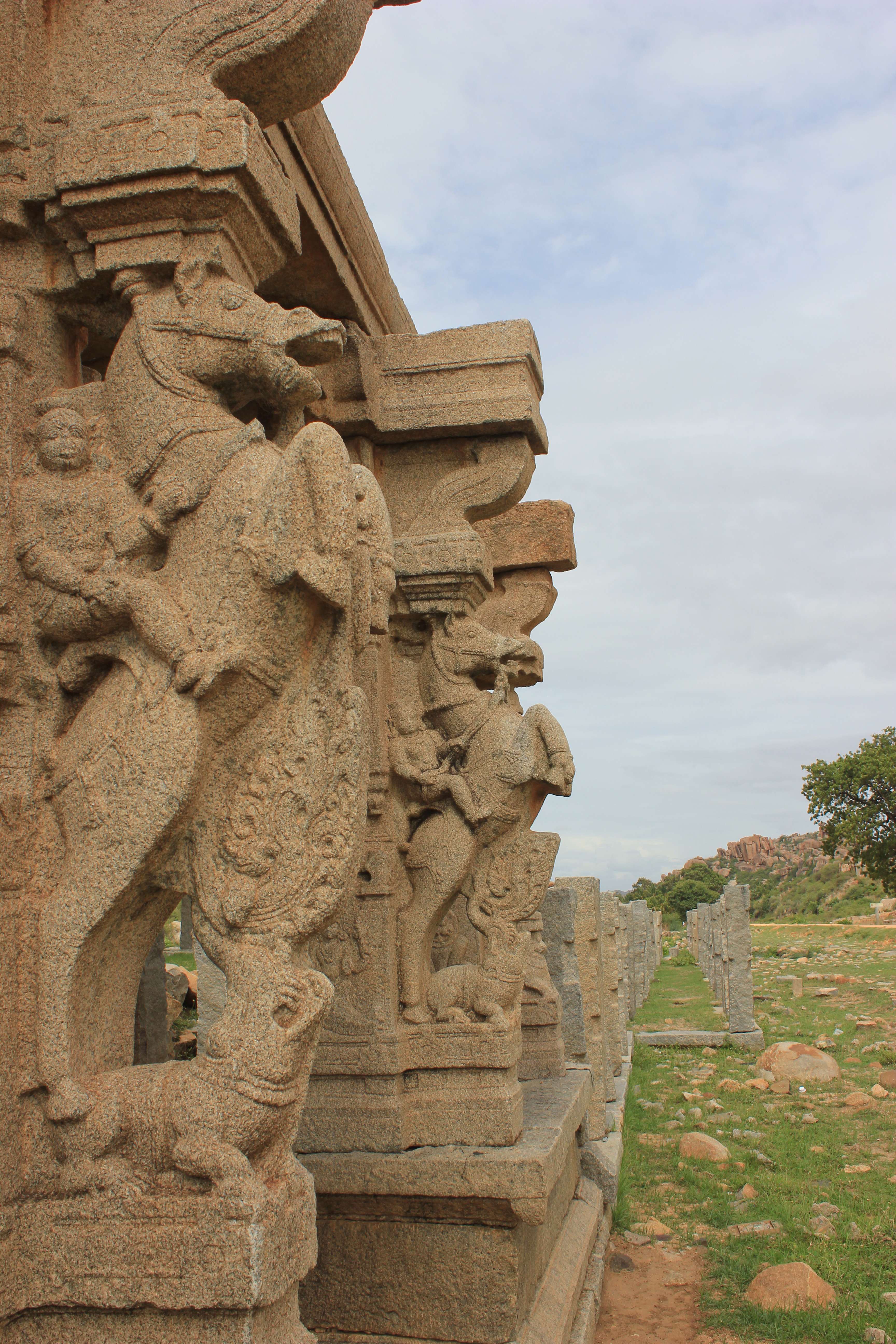
Kudure gombe (muñeca de caballo) con pilaresen una mantapa en Hampi

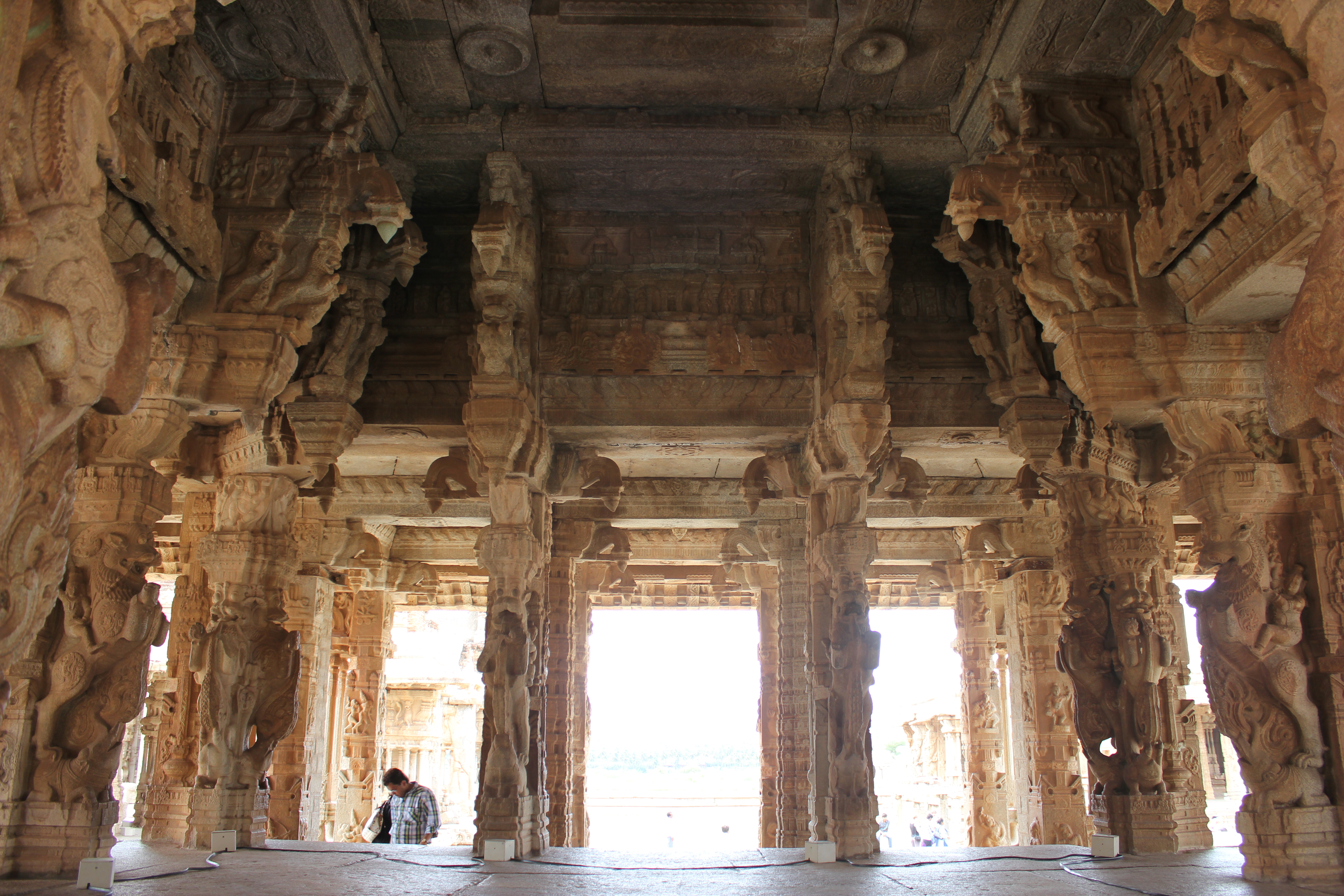
Un mantapa abierto con columnas yali en el templo de Vittala en Hampi

La arquitectura vijayanagara puede clasificarse ampliamente en arquitectura religiosa, cortesana y cívica, al igual que las esculturas y pinturas asociadas. El estilo vijayanagara es una combinación de los estilos de las dinastías chalukya, hoysala, pandya y chola que evolucionaron tempranamente en los siglos en que esos imperios dominaron y se caracteriza por un retorno al arte simplista y sereno del pasado.
Durante los aproximadamente 400 años del gobierno de los imperios de los chalukyas occidentales y hoysalas, el material más empleado en la construcción de templos fue el esquisto clorítico o piedra de jabón (esteatita). También fue usada para las esculturas, ya que es una piedra blanda y fácil de esculpir. Durante el período vijayanagara, se prefirió el granito duro local en el estilo de los chalukyas de Badami, aunque se utilizó la esteatita para algunos relieves y esculturas. Aunque el uso del granito redujo la densidad de las obras esculpidas, el granito era un material más duradero para el edificio del templo. Debido a que el granito es propenso a la descamación, pocas piezas de esculturas individuales alcanzaron los altos niveles de calidad observados en los siglos anteriores. Para cubrir la irregularidad de la piedra utilizada en las esculturas, los artistas utilizaron el yeso para dar a la superficie áspera un acabado liso y luego lo pintaron con colores vivos.

## Templos
Los templos vijayanagaras están generalmente rodeados por un recinto fuerte. Los santuarios pequeños consisten simplemente en una garbhagriha (santuario) y un porche. Los templos de tamaño mediano tienen una garbhagriha, una shukanasi (antecámara), una navaranga (antrala) que conecta el santuario y el mandapa exterior (sala), y un rangamantapa (sala cerrada con pilares). Los templos grandes tienen rayagopuram altos construidas con madera, ladrillo y estuco en estilo chola. El término raya se agrega para indicar una gopura construida por los Rayas Vijayanagara. La parte superior del gopuram tiene un shalashikhara que se asemeja a un barril hecho para descansar de lado. Los gopurams están adornados con grandes figuras de tamaño natural de hombres, mujeres, dioses y diosas. Este estilo influenciado por la dravida-tamil se hizo popular durante el reinado del rey Krishnadevaraya y se ve en templos de la India meridional construidos durante los siguientes 200 años. Son ejemplos de rayagopuram el Templo de Chennakesava en Belur y los templos de Srisailam y Srirangam. Además de estas edificaciones, los templos de tamaño mediano tienen un pasaje circunvalatorio cerrado  (Pradakshinapatha) alrededor del santuario, un  mahamantapa abierto (sala grande), un kalyanamantapa  (salón ceremonial) y una cisterna del templo para atender las necesidades de las celebraciones anuales.
Los pilares de los templos suelen tener grabados de hipogrifos (yali), caballos montados por jinetes apoyados en las patas traseras con las patas delanteras levantadas. Los caballos en algunos pilares miden entre 2-2,4 m de altura. En el otro lado del pilar se encuentran tallas de la mitología hindú. Los pilares que no tienen tales hipogrifos son generalmente rectangulares y tiene una decoración de temática mitológica en todos sus lados. Algunos pilares tienen un grupo de pilares más pequeños dispuestos alrededor de un eje central, cuyos soportes inferiores tienen grabados de dioses y diosas. Las tallas de esos hipogrifos muestran claramente la destreza de los artistas que los crearon.
Las mantapas se construyeronn sobre plintos cuadrados o poligonales con frisos tallados que miden de 1,2-1,5 m de altura y tienen entradas escalonadas adornadas en los cuatro lados con elefantes en miniatura o con balaustradas yali (parapetos).  Las mantapas  están sostenidas por pilares ornamentados. El estilo de los 1000 pilares, grandes salas soportadas por numerosos pilares, fue muy popular, siendo ejemplo el templo jain basadi de 1000 pilares en Mudabidri. Los templos más grandes tienen un santuario separado para la deidad femenina. Algunos ejemplos de esto son los templos Hazara Rama, Balakrishna y Vitthala en Hampi.
Algunos santuarios en el área de Vitthalapura, en Vijayanagara, fueron consagrados específicamente a los santos tamiles Alwar y para el gran santo Vaishnava, Ramanujacharya. Arquitectónicamente, difieren en que cada santuario tiene una imagen que representa al santo para cuya adoración se construyó el templo. Cada santuario tiene su propio recinto y una cocina y una sala de alimentación para los peregrinos. La cisterna de almacenamiento de agua dentro del centro real, el [baori] llamado "Pushkarni", es un reciente descubrimiento arqueológico. La cisterna escalonada está diseñado con losas de esquisto de clorito dispuestas en una formación simétrica con escalones y dencansillos que descienden hasta el agua en los cuatro lados. Esto es claramente un tanque de estilo Chalukya-Hoysala occidental y se ve en muchas partes de la actual Karnataka.   Las inscripciones en las losas indican que el material fue traído desde fuera del área de Vijayanagara.

## Palacios
Gran parte de lo que se conoce hoy en día de los palacios vijayanagaras se sabe a partir de las excavaciones arqueológicas en Hampi, ya que no han sobrevivido las edificaciones de los palacios reales. La mayoría de los palacios se encuentran en su propio complejo definido por muros muy cónicos de piedra o tierra estratificada. Se accede a los palacios a través de una secuencia de patios con pasajes y puertas que requieren múltiples cambios de dirección. Todos los palacios están orientados al este o al norte. Los palacios más grandes tienen extensiones laterales que le dan al complejo una forma simétrica.
Los palacios fueron construidos sobre plataformas elevadas hechas de granito. Las plataformas tienen múltiples niveles de molduras con frisos bien decorados. Las decoraciones pueden ser florales, con formas Kirtimukha (caras de demonio), de gansos, elefantes y, en ocasiones, de figuras humanas. Pilares, vigas y travesaños del interior del palacio estaban hechos de madera, como demuestra la ceniza descubierta en las excavaciones. El techo estaba hecho de ladrillo o mortero de cal, mientras que en los remates se usaban el cobre y el marfil. Los palacios se disponían generalmente en varios niveles unidos por tramos de escaleras decoradas con balaustradas en cada lado, con esculturas de yali (bestia imaginaria) o de elefantes. Los escalones de entrada a los palacios y a los templos mantapas estaban decorados de manera similar. Las cisternas de agua del complejo del palacio tienen chorros de agua decorativos, como el del el torso tallado del Nandi con una boca abierta para permitir que el agua fluyese hacia la cisterna. Otras edificaciones que se encuentran comúnmente dentro de un complejo palaciego son pozos y santuarios.
La arquitectura cortesana generalmente muestra estilos seculares con influencias islámicas. Algunos ejemplos son el palacio Lotus Mahal, los establos de elefantes y las torres de vigilancia. Los edificios cortesanos y las edificaciones abovedadas se construyeron con mortero mezclado con escombros de piedra.
El impacto de este estilo de arquitectura se vio hasta bien entrado el siglo XVII cuando los sucesivos reinos de Nayaka siguieron fomentando el uso del granito como principal material de construcción, así como los pilares con hipogrifos.

## Otros templos destacados  Karnataka
Si bien el imperio es conocido por sus monumentos en la capital real Vijayanagara (un lugar designado Patrimonio de la Humanidad por la UNESCO), también construyó templos en otras regiones de Karnataka, incluida la región costera (llamada Karavali), donde el estilo vijayanagara se mezclaba con los estilos locales. Una lista de estos templos y su tiempo aproximado de construcción se encuentra en el artículo List of Vijayanagara era temples in KarnatakaLista de templos de la era Vijayanagara en Karnataka.[cita requerida]

## Templos destacados en Andhra Pradesh
En Andhra Pradesh, de la época del imperio se conservan el templo Mallikarjuna en Srisailam, los templos Narasimha Alto y Narasimha Bajo en Ahobilam, el templo Veera Bhadra en Lepakshi y el templo Venkateswara en Tirupati y otros.
En Tamil Nadu, el imperio construyó el templo de Vijayaraghava Permal siguiendo el modelo de los famosos templos de Tirupati con estatuas de Krishnadevaraya en los pilares entrentados de Thayar Sanithi.

## Terminología
- Mantapa: sala de pilares
- Mahamantapa: sala abierta con pilares
- Rangamantapa: sala cerrada con pilares
- Kalyanamantapa: salón destinado a celebraciones
- Garbhagriha: santuario donde se coloca el ídolo del Dios
- Navaranga o antrala: pasaje que conecta los diferentes santuarios
- Shukanasi: antecámara

## Galería de imágenes

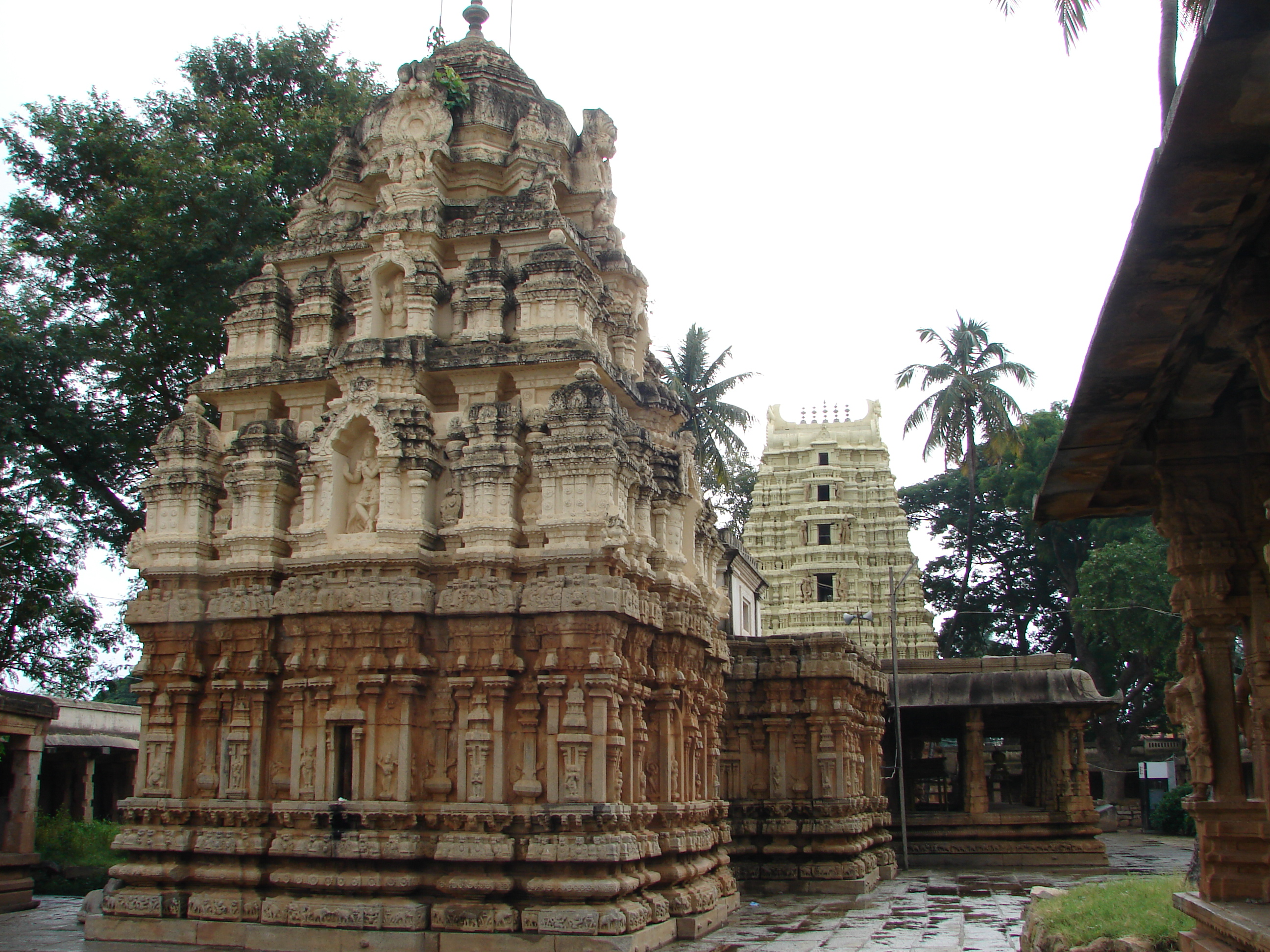
estilo típico de Vijayanagara dravida shikhara (torre de estilo meridional de India sobre santuario) en el templo Someshvara en Kolar (siglo XIV)
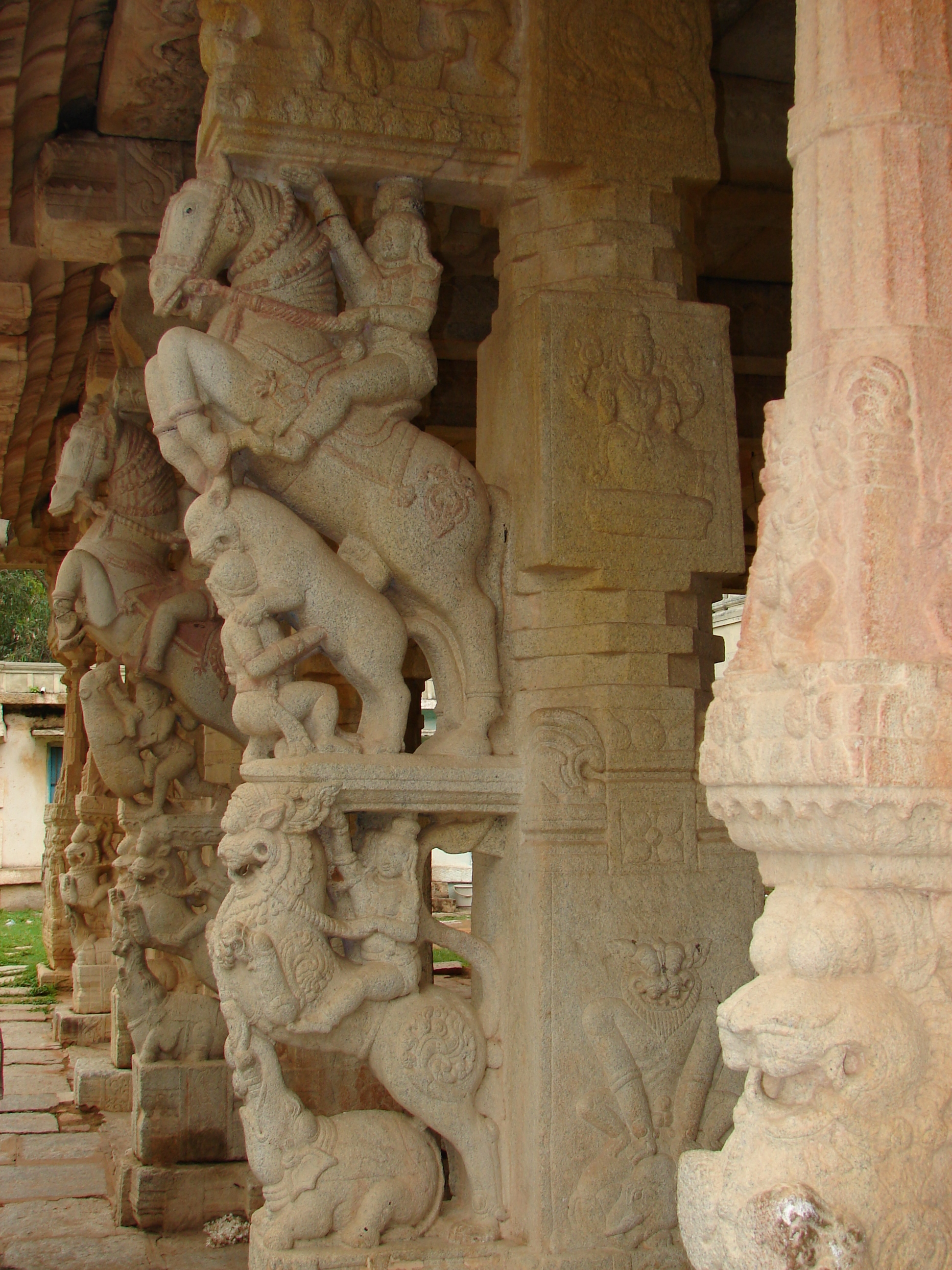
Pilares yali en el templo Ranganatha, Rangasthala, distrito de Chitradurga, Karnataka
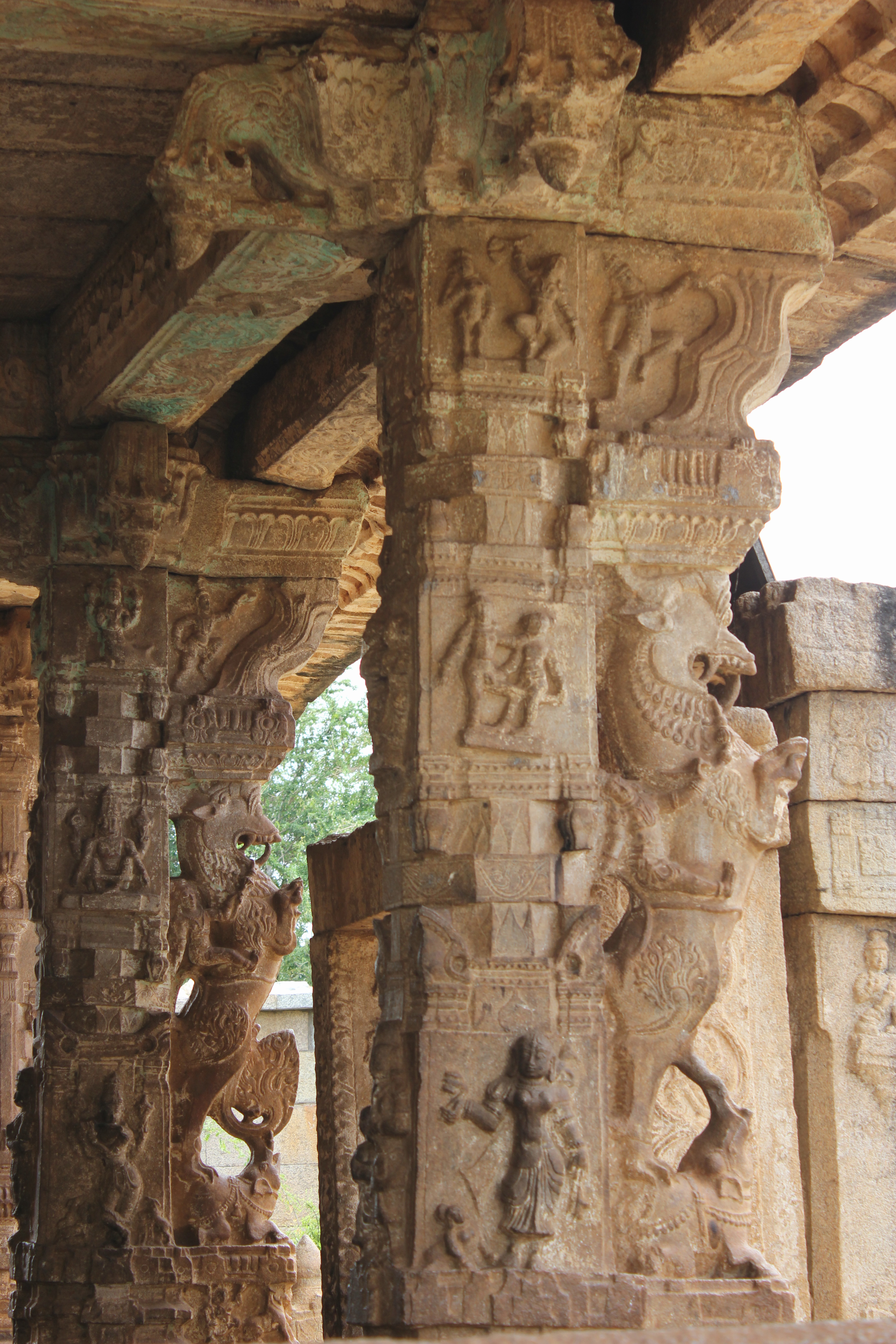
Pilares  yali  en el templo Ranganatha, en Neerthadi,  distrito de Chitradurga, Karnataka
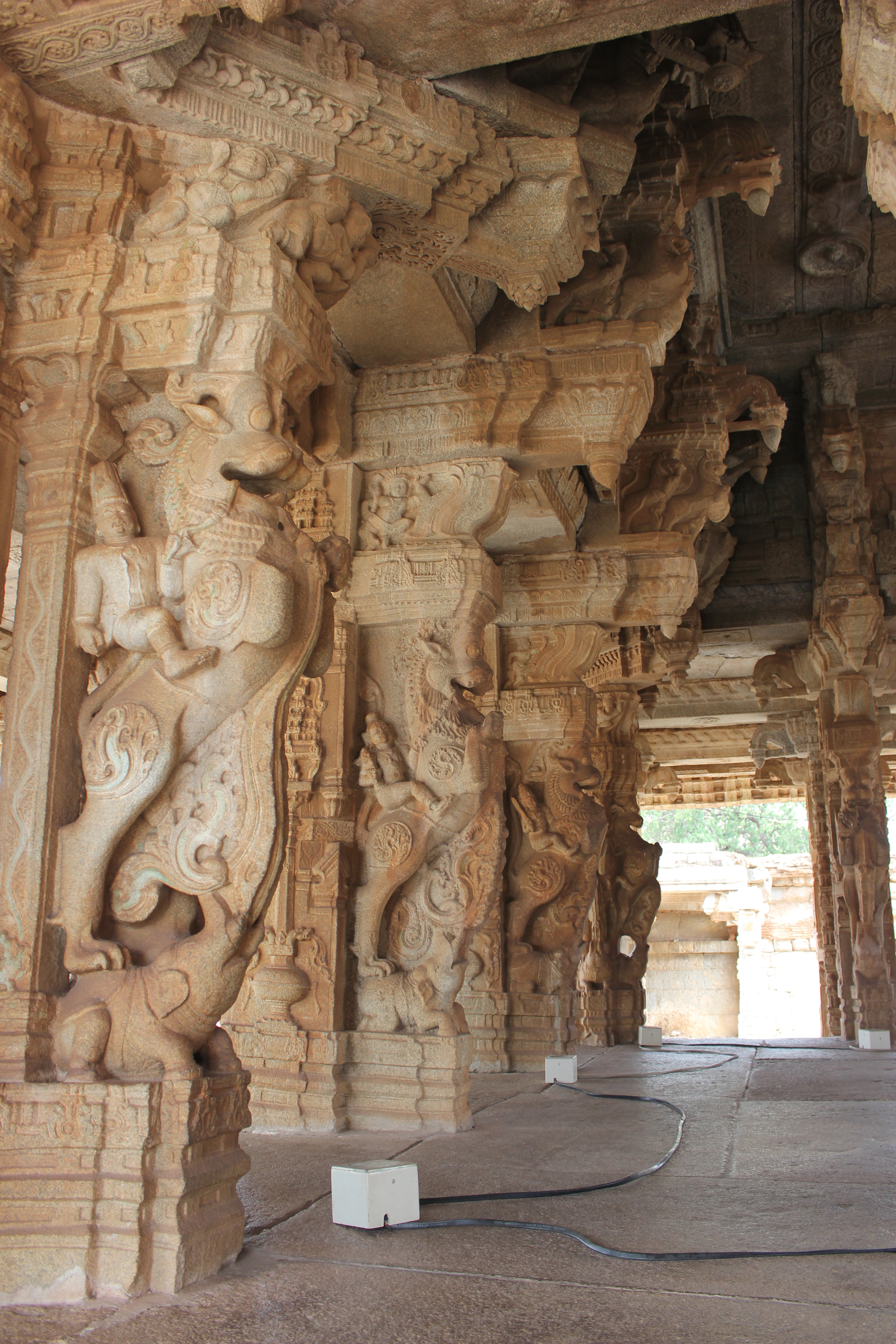
Pilares yali  de un mantapa en el templo Vittala, Hampi
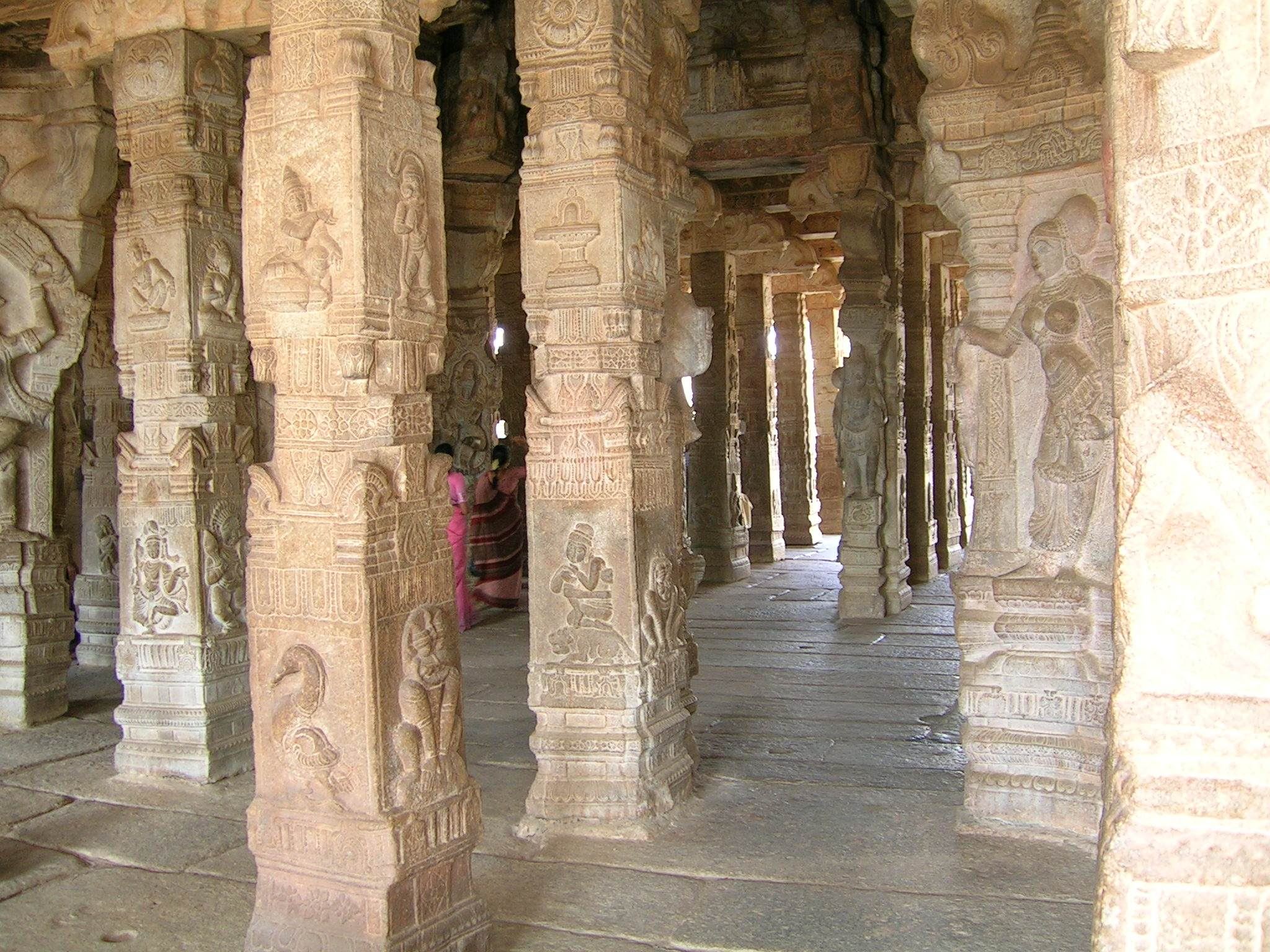
Sala de pilares en el templo de Veera Bhadra, Lepakshi
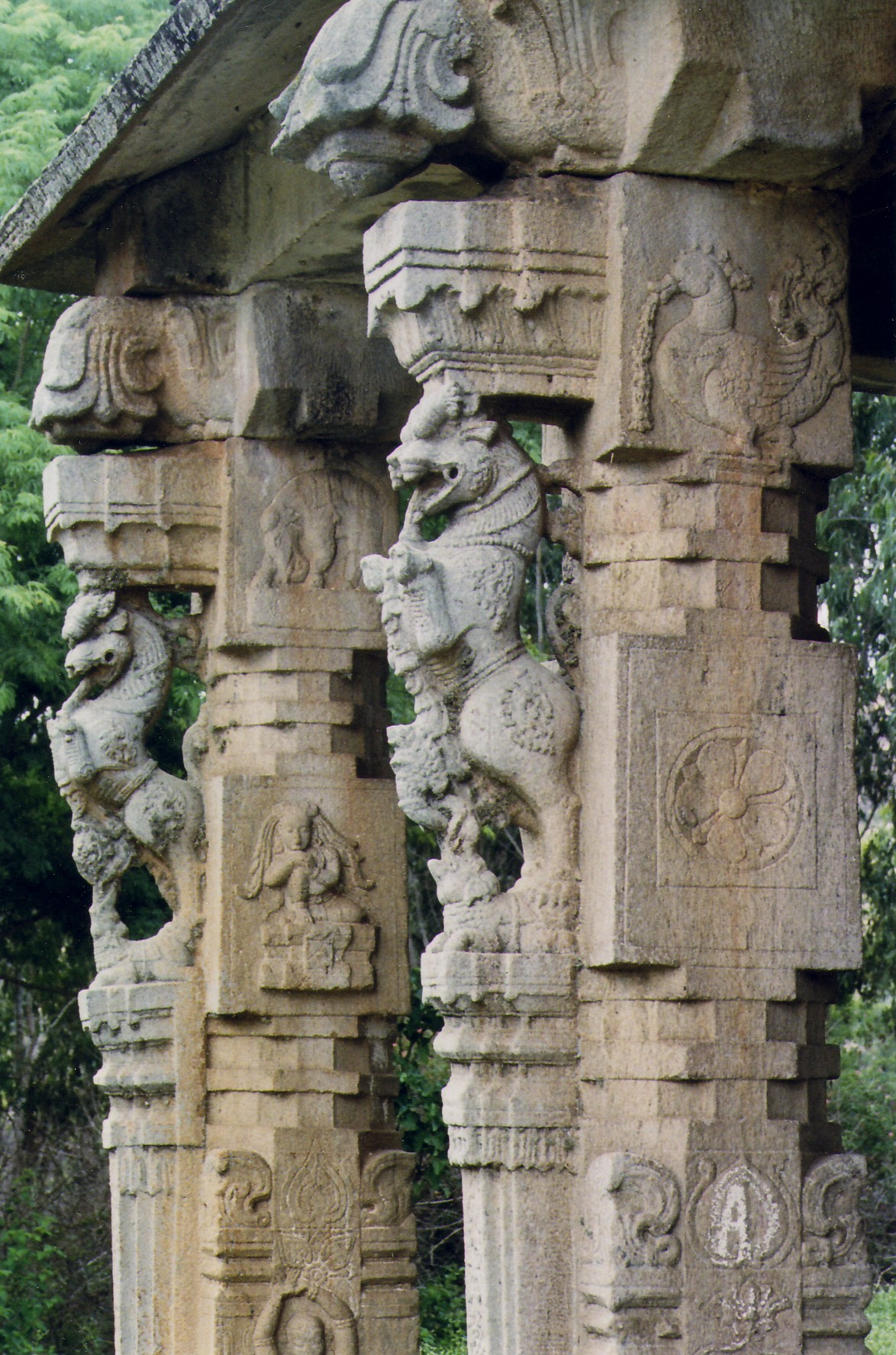
Un mantapa con hipogrifos en  Melkote
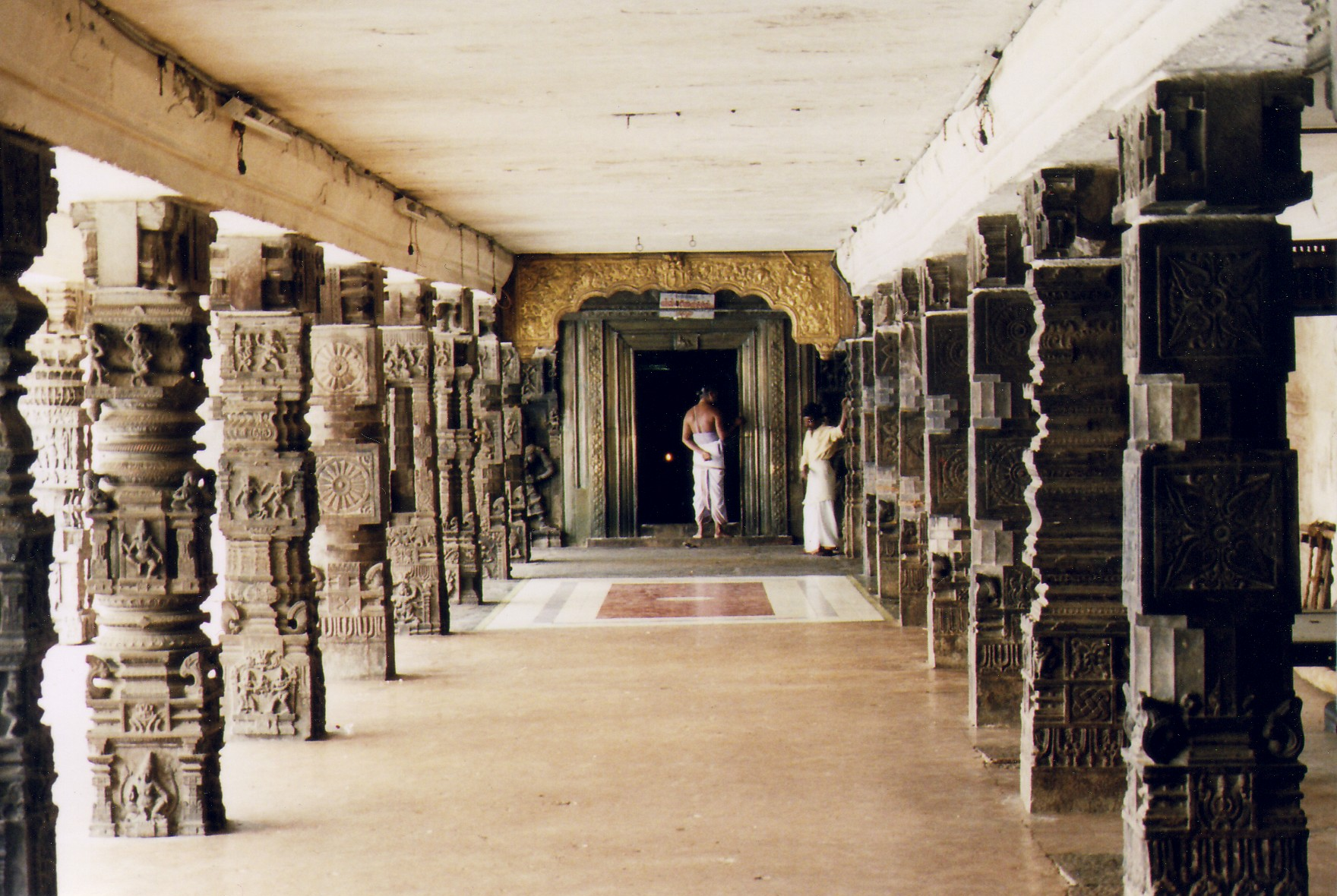
Kalyanamantapa con pilares ornamentados en el templo Cheluva Narayana,  Melkote
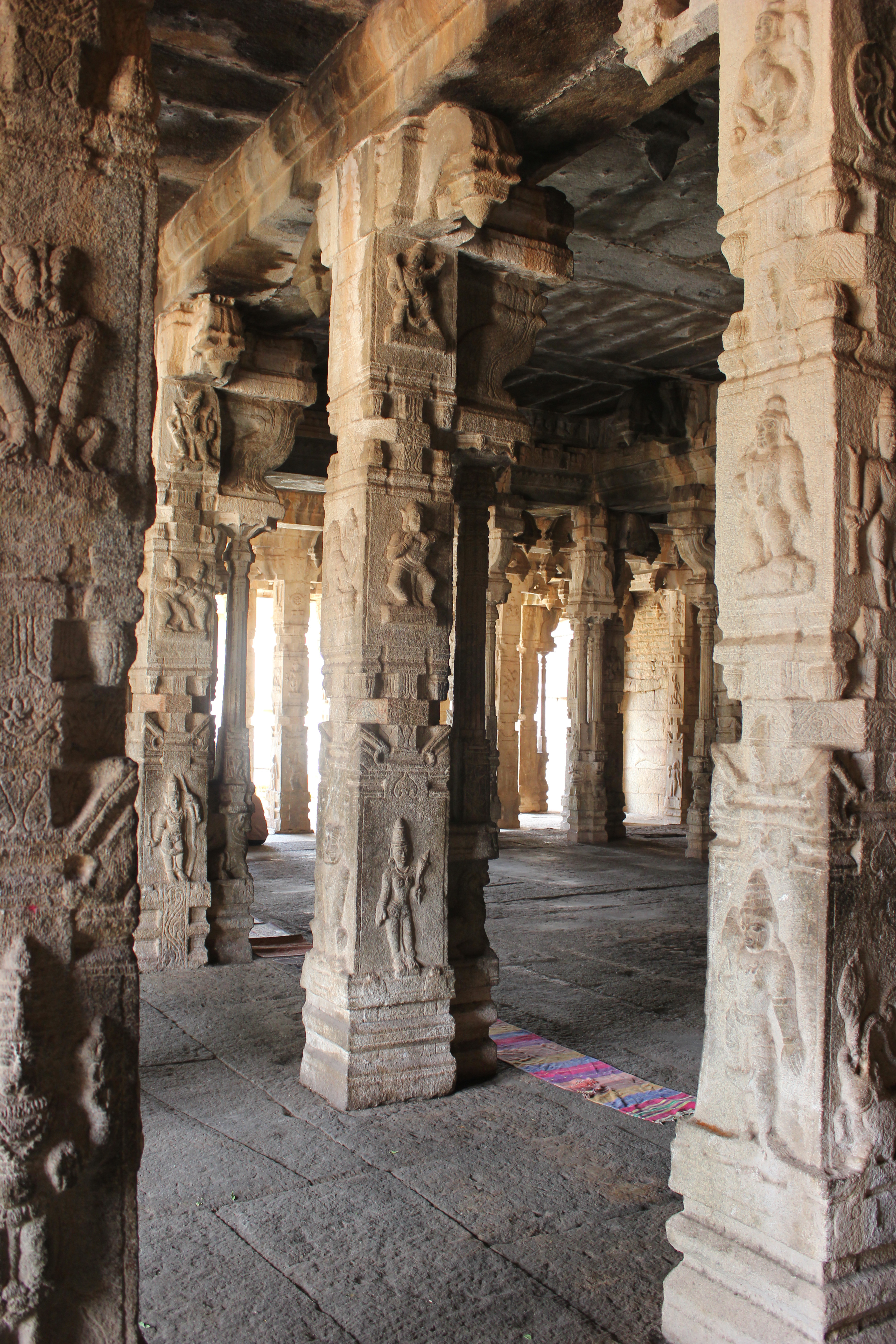
Sala de pilares en el templo de Raghunatha, Hampi
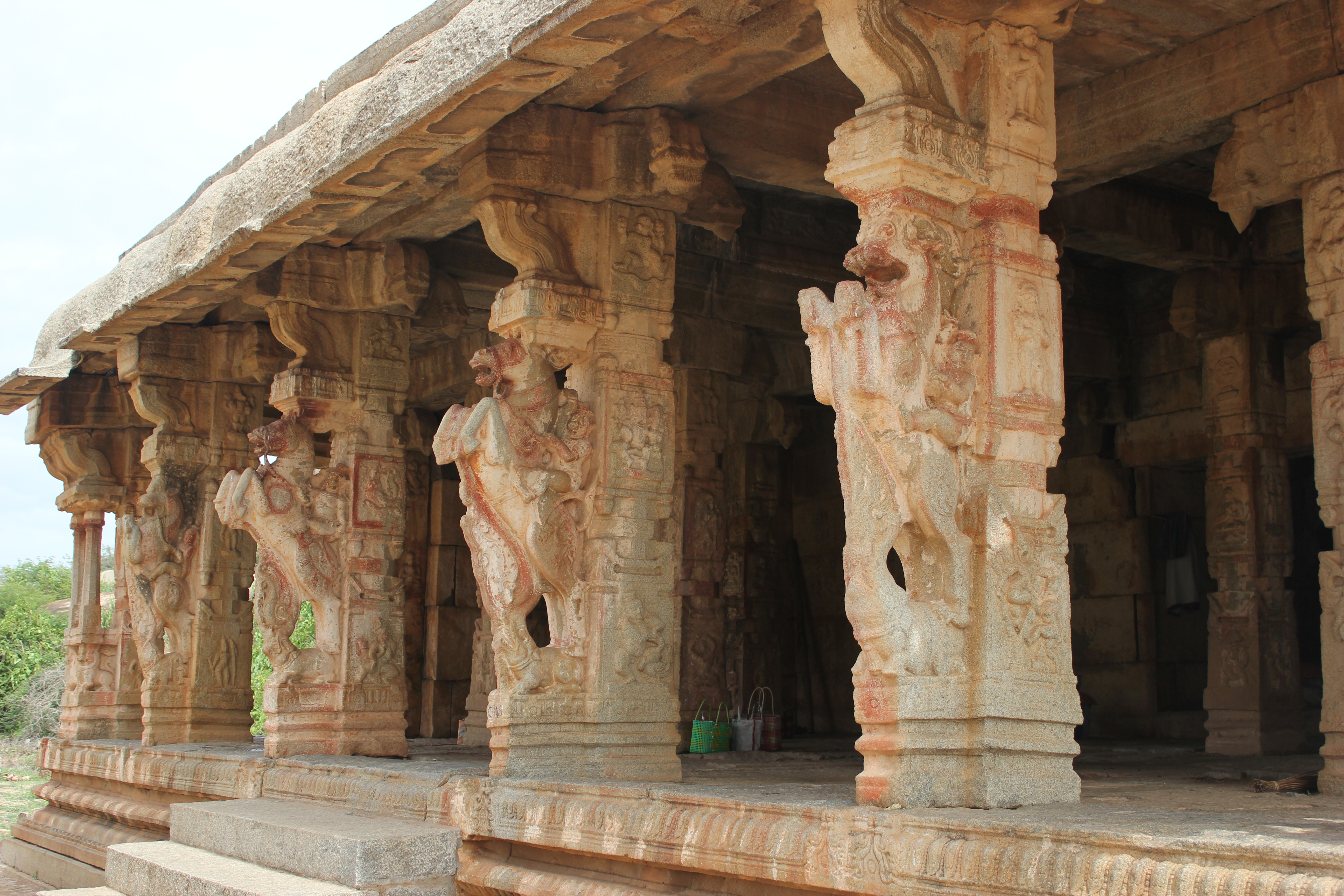
Mantapa Kudure Gombe (muñeca de caballo) en Hampi
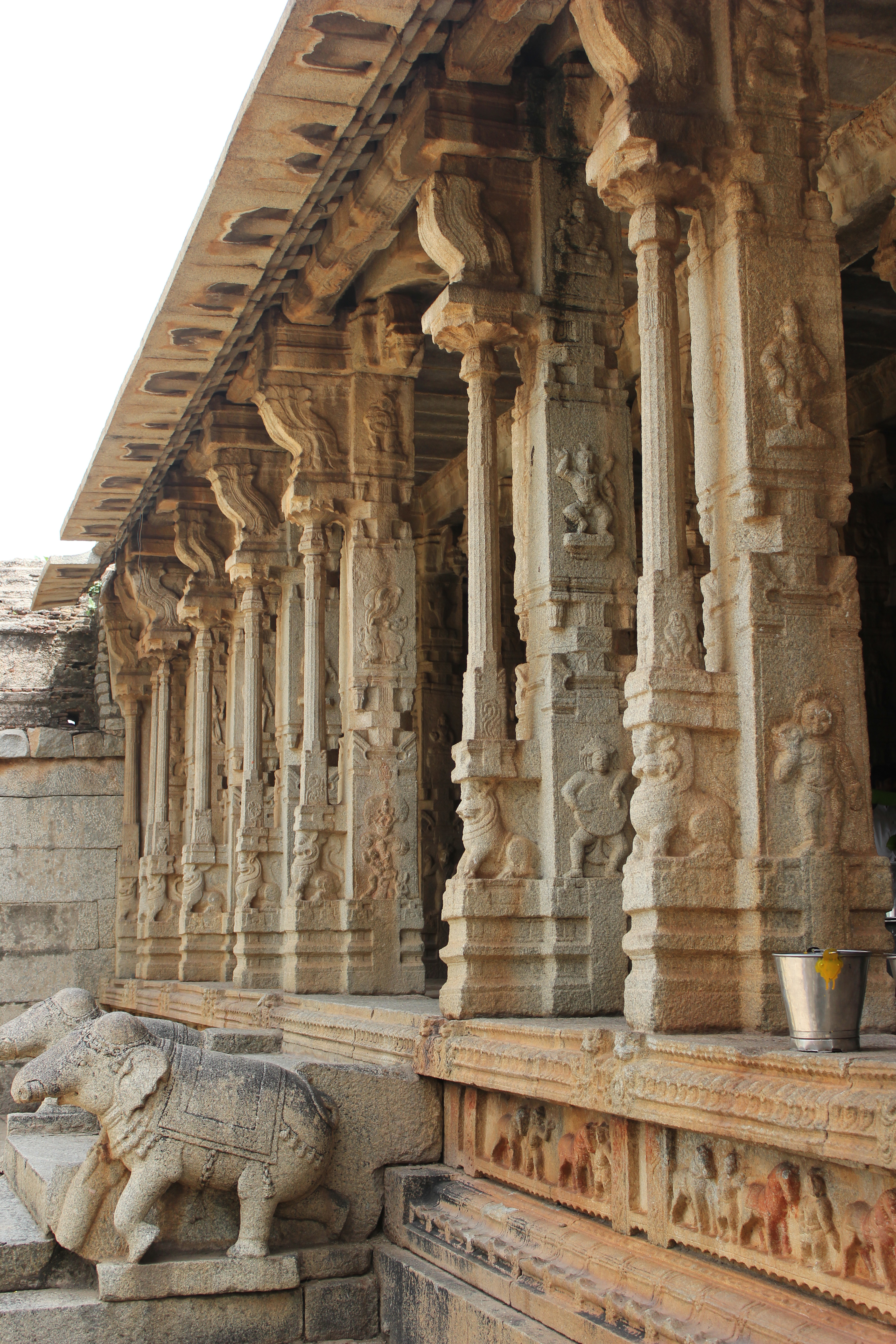
Balaustrada de elefantes que conduce a la  mantapa  abierta en el templo de Raghunatha en Hampi
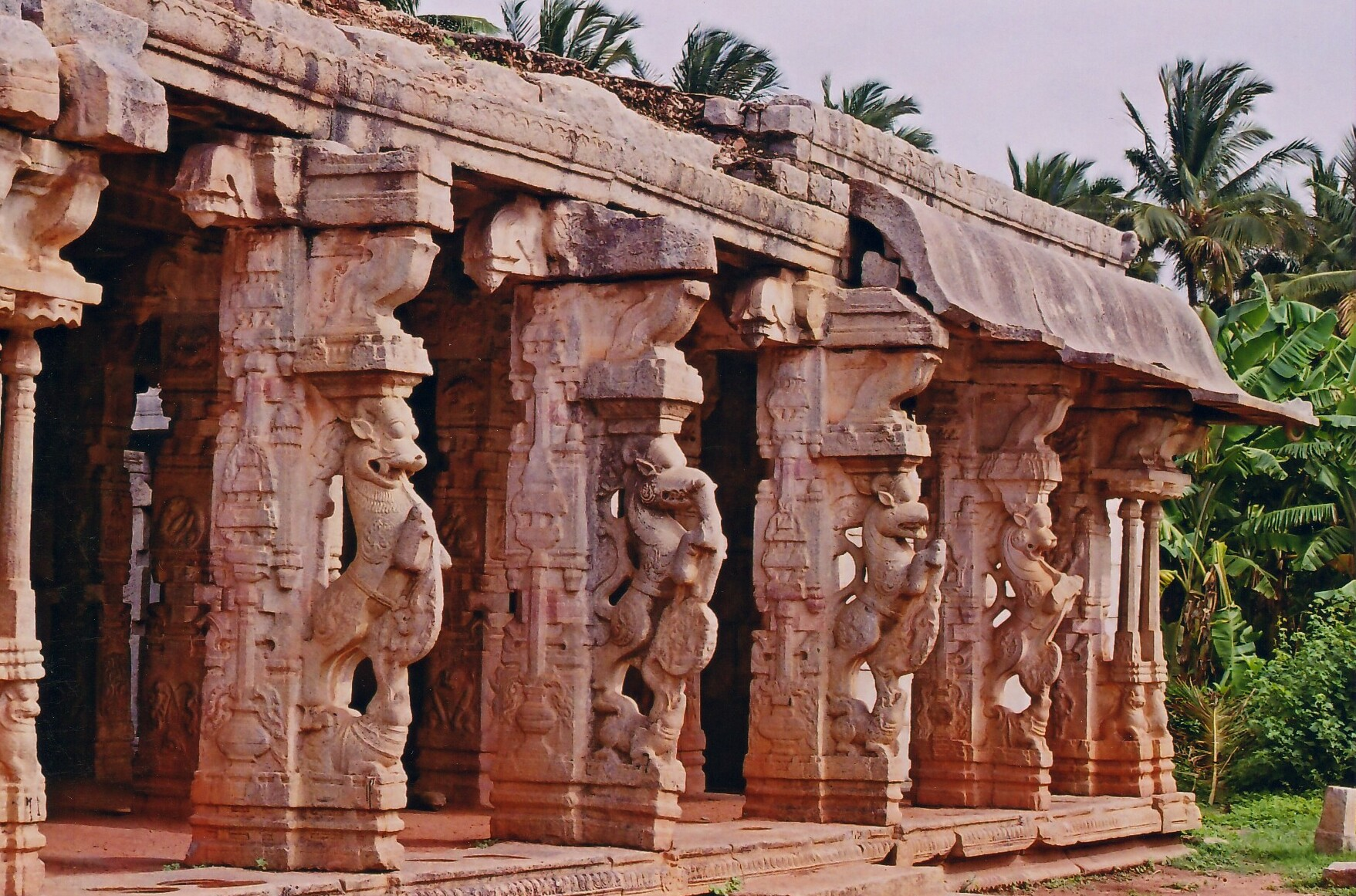
Pilares  yali con hipogrifos en Hampi